# Fachanwalt für Transport- und Speditionsrecht
Der Fachanwalt für Transport- und Speditionsrecht ist ein Titel, den Rechtsanwälte von der Bundesrechtsanwaltskammer erwerben können. Dazu müssen sie entsprechende fachliche Kenntnisse nach § 14g der Fachanwaltsordnung (üblicherweise durch erfolgreiches Bestehen eines Fachanwaltslehrgangs) und eine nach § 5 Abs. 1 lit.n FAO vorgegebene Mindestanzahl von tatsächlich bearbeiteten Fällen nachweisen.
Nach § 14 g der Fachanwaltsordnung sind besondere Kenntnisse im Transport- und Speditionsrecht in folgenden Bereichen nachzuweisen:
- Recht des nationalen und grenzüberschreitenden Straßentransports einschließlich des Rechts der allgemeinen Geschäftsbedingungen und der Transportversicherungsbedingungen
- Recht des nationalen und grenzüberschreitenden Transport zu Wasser, in der Luft und auf der Schiene
- Recht des multimodalen Transports
- Recht des Gefahrguttransports, einschließlich diesbezüglicher Straf- und Bußgeldvorschriften
- Speditionsversicherungsrecht
- Internationales Privatrecht
- Zollrecht und Zollabwicklung im grenzüberschreitenden Verkehr sowie Verkehrsteuern
- Besonderheiten der Prozessführung und Schiedsgerichtsbarkeit

Das Personenbeförderungsrecht gehört nach einer Entscheidung des Bundesgerichtshofs nicht zu den Fällen, die für die erforderlichen praktischen Erfahrungen eines Fachanwaltes für Transport- und Speditionsrecht angerechnet werden können, da der Kernbereich dieser Fachanwaltschaft der Gütertransport ist. Das Personenbeförderungsrecht ist stattdessen dem Zuständigkeitsbereich des Fachanwalts für Verkehrsrecht zugeordnet.

## Statistik
Zum 1. Januar 2024 sind 227 Fachanwälte für Transport- und Speditionsrecht in Deutschland zugelassen.